# Joyce Gilchrist
Joyce Gilchrist (11 de enero de 1948 - 14 de junio de 2015), fue una química forense que había participado en más de tres mil casos criminales en veintiún años mientras trabajaba para el Departamento de Policía de la Ciudad de Oklahoma, y fue acusada de falsificar pruebas. Su evidencia condujo en parte a que veintitrés personas fueron condenadas a muerte, doce de las cuales fueron ejecutadas. Después de su despido, Gilchrist alegó que fue despedida en represalia por denunciar una conducta sexual inapropiada.

## Biografía
Gilchrist obtuvo el apodo de «Magia Negra» por su capacidad para igualar las pruebas de ADN que otros examinadores forenses no pudieron. También era conocida por ser inusualmente adepta a testificar y persuadir a los jurados, obteniendo así condenas. En 1994, Gilchrist fue promovida a supervisora de química forense después de únicamente nueve años en el trabajo, pero sus colegas comenzaron a expresar sus preocupaciones sobre su trabajo.
Esta preocupación por las acciones de Gilchrist surgió por primera vez cuando un paisajista, Jeffrey Todd Pierce, quien había sido declarado culpable de violación en 1986 en gran parte debido a las pruebas de Gilchrist a pesar de tener un historial criminal limpio y una buena coartada, fue exonerado con base en pruebas adicionales de ADN. Pierce, esposo y padre de dos niños pequeños, fue identificado erróneamente en una fila de la policía. Después de entregar voluntariamente muestras de pelo y sangre a los investigadores de la policía en un intento de limpiar su nombre, fue arrestado y acusado de la violación. Gilchrist afirmó que sus muestras de cabello eran «microscópicamente consistentes» con los pelos encontrados en la escena del crimen. Pierce fue absuelto del delito en 2001 después de que las pruebas de ADN fueron reexaminadas y liberadas después de 15 años en prisión. Posteriormente, Pierce presentó una demanda contra Oklahoma City, solicitando 75 millones de dólares y acusando a Gilchrist y Bob Macy, un fiscal de distrito ya retirado, conspirando para presentar pruebas falsas contra él. La demanda se resolvió por 4 millones de dólares en 2007, y un concejal de la ciudad de Oklahoma señaló que la ciudad podía haber tenido que pagar mucho más.
Gilchrist fue despedida en septiembre de 2001 debido a un «análisis de casos defectuoso» y «mala gestión de laboratorio».
Ella constantemente negó cualquier delito y nunca fue acusada de ninguno. Después de su despido, Gilchrist se mudó a Houston, donde trabajaba para una compañía que hacía velas. Falleció en Texas el 14 de junio de 2015.